# 水社寮車站
水社寮車站位於台灣嘉義縣竹崎鄉，為林務局阿里山林業鐵路阿里山線之鐵路車站，位於海拔1186公尺。舊名「水車寮」。

## 車站構造

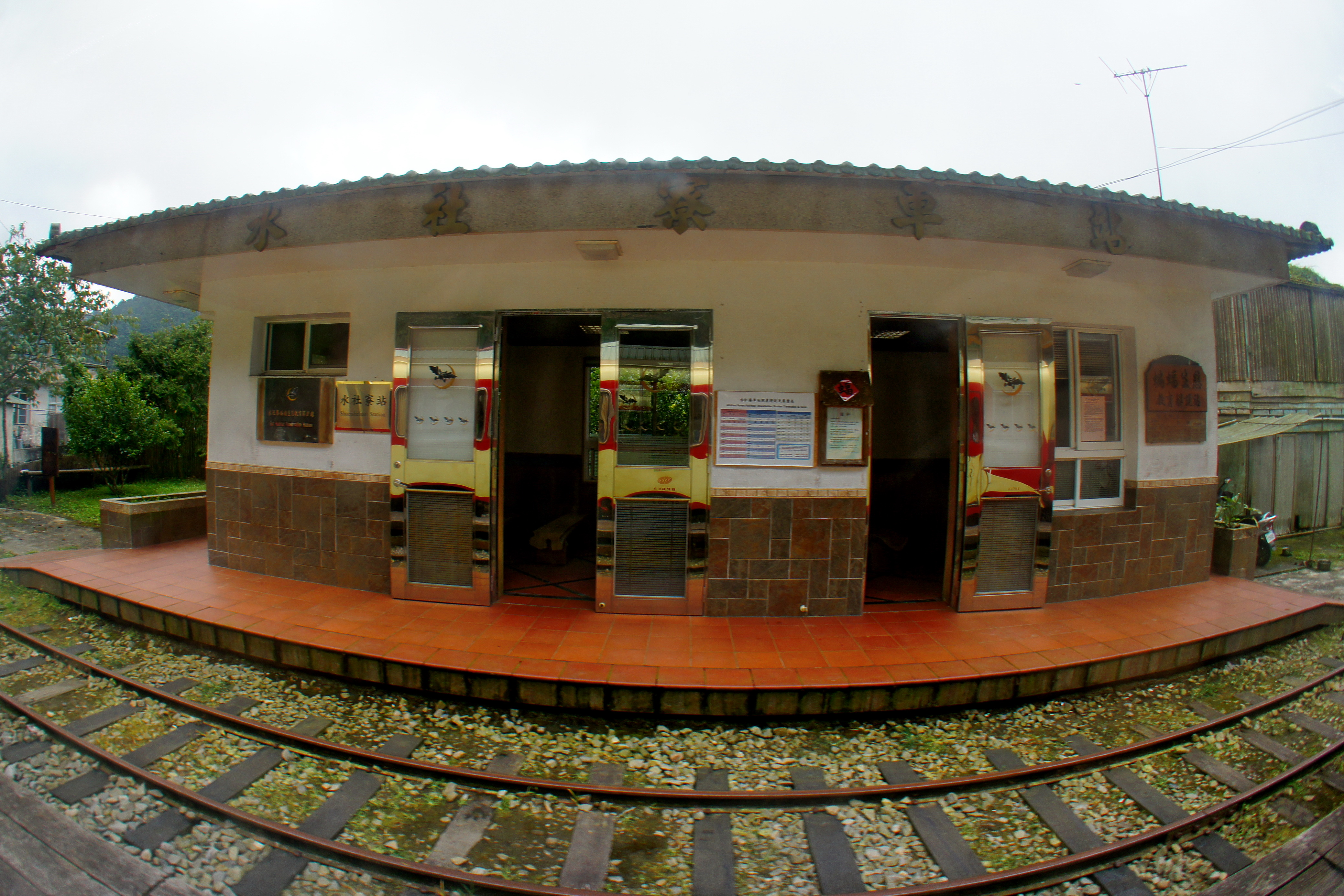
魚眼鏡頭下的水社寮車站

- 島式月台、岸式月台各一座

## 利用狀況
- 阿里山線（主線）的停靠站。
- 站房在閒置多年後，改為蝙蝠生態教育館，遊客可以透過33號舊隧道內架設的針孔攝影機，觀察蝙蝠的生態。

## 車站週邊

### 舊33號隧道蝙蝠洞
舊33號隧道是舊路線，1959年因八七水災造成水社寮東方之石盤壟山北麓土石崩塌，其西洞口遭到掩埋。事後林務局在其北重建新線，以一條165公尺長之新隧道取代已毀的舊線，完成後命為25號隧道（1999年後改稱24號隧道），舊33號隧道於是就此淹沒在樹林之中，漸被遺忘。
然而，由於隧道內林蔭密佈、陰冷潮濕，數年過去，意外成了蝙蝠洞。在2001年以前，在每日黃昏，當地居民會發現夜行的蝙蝠傾巢而出，一時天空如罩了一頂烏雲一般，蔚為奇觀，經過多次循跡，發現舊隧道即是蝙蝠巢穴所在。蝙蝠洞消息曝光，來訪的遊客日益漸增，林務局基於安全及生態保育的理由，於洞口架設圍籬，限制遊客進入，僅允許研究人員入洞觀察。

### 四天王山登山
四大天王山由四座海拔約1,400公尺的山峰－天皇山、篤鼻山、青園山、知鳥山環列而成。

### 水社寮舊旅社群

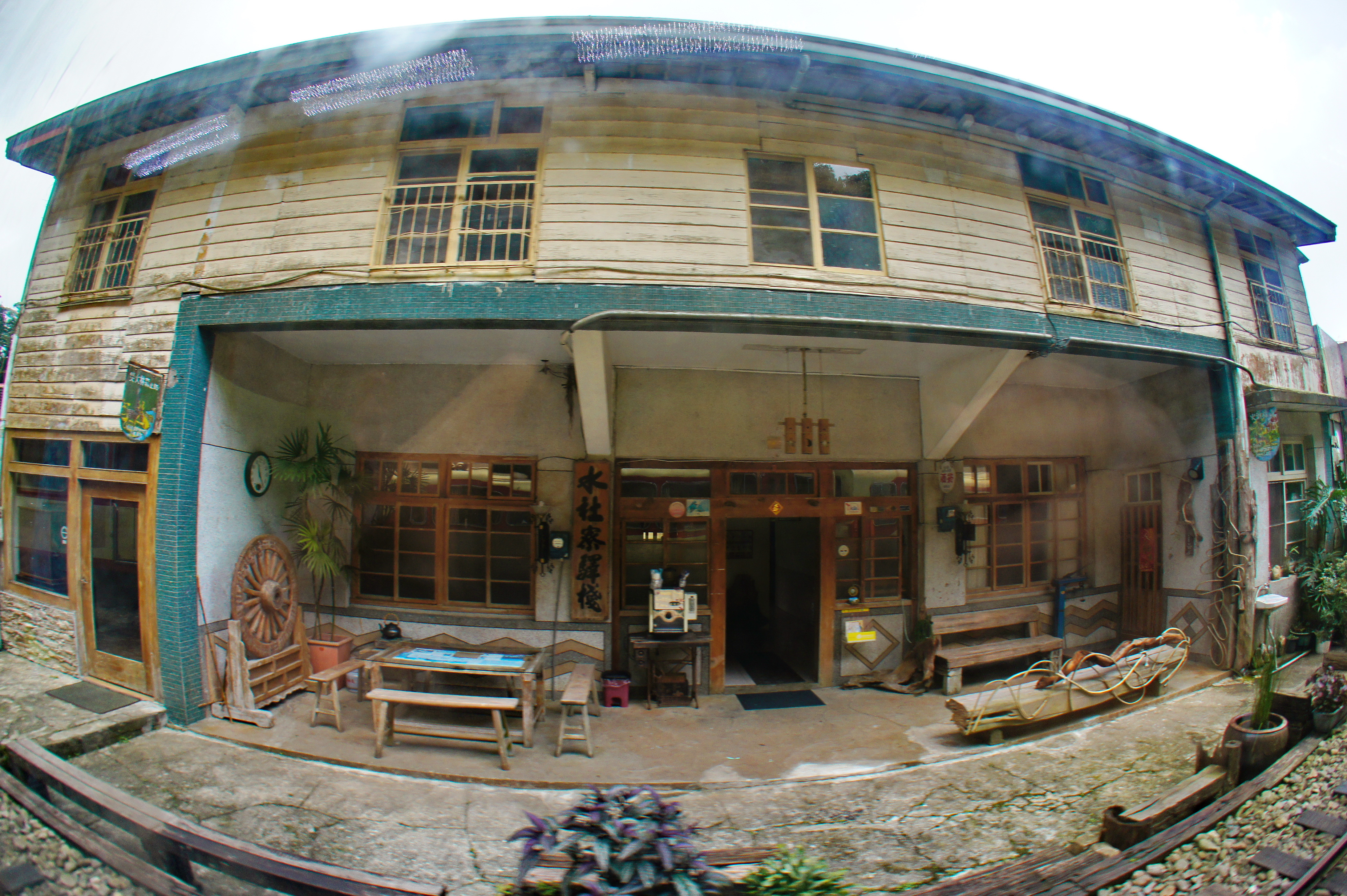
魚眼鏡頭下的「水社寮驛棧」民宿

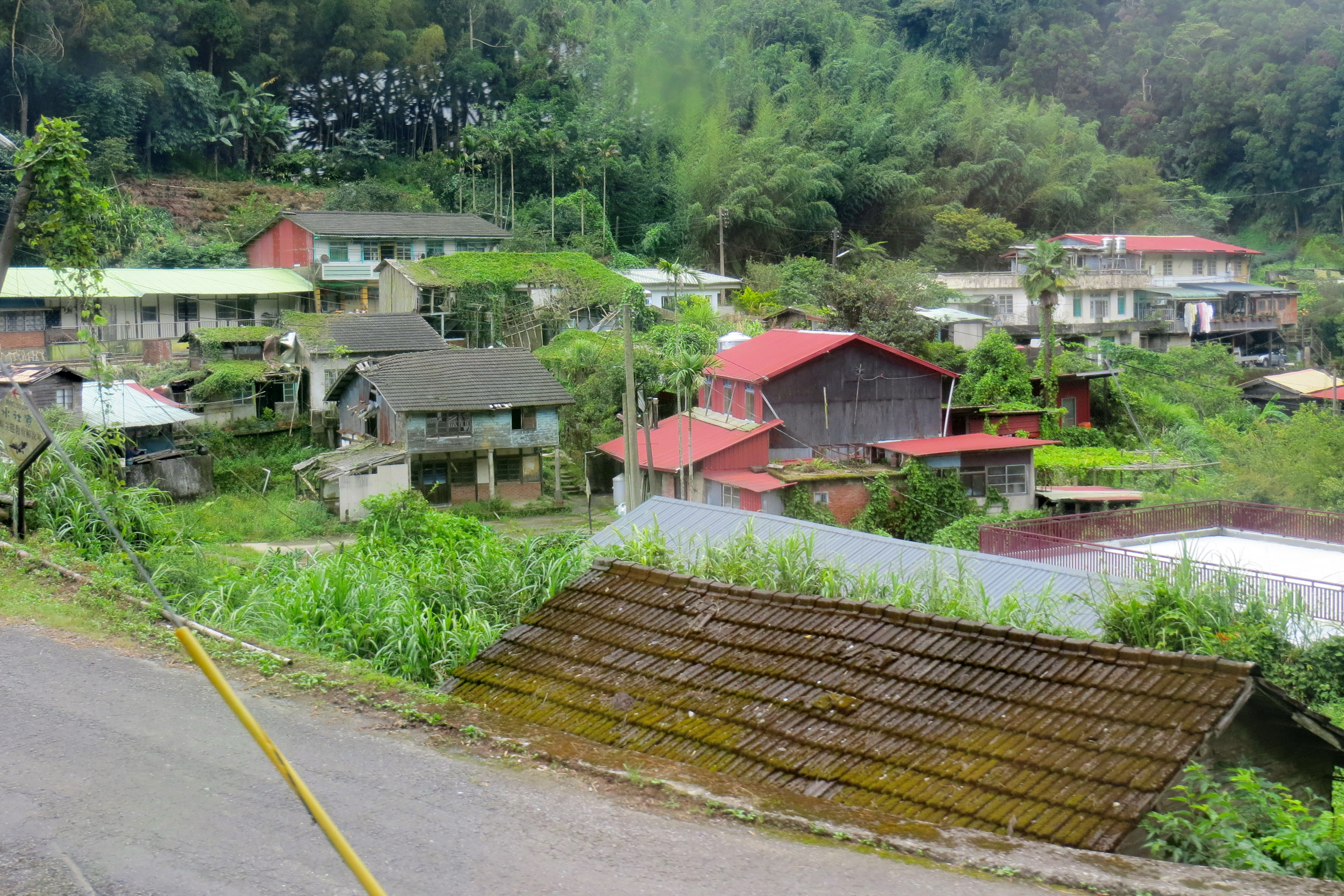
水社寮車站及舊旅社群一帶

## 歷史
- 1910年10月1日：設立水社寮驛

## 外部連結
- 水社寮車站（阿里山林業鐵路） （页面存档备份，存于）

## 相關遊程
- 仁壽森鐵舊時，遊走綠意森鐵古道 （页面存档备份，存于）

23°30′14″N 120°39′37″E / 23.50389°N 120.66028°E